# 穗花卷瓣兰
穗花卷瓣兰（学名：Bulbophyllum insulsoides）为兰科石豆兰属下的一个种，為台灣特有種 。

## 扩展阅读
- 維基物種上的相關：穗花卷瓣兰